# Kanton Saint-Mihiel
Koordinaten: 48° 53′ N, 5° 32′ O
Der Kanton Saint-Mihiel ist seit 1790 ein französischer Wahlkreis im Arrondissement Commercy, im Département Meuse und in der Region Grand Est (bis 2015 Lothringen); sein Hauptort ist Saint-Mihiel.

## Lage
Der Kanton liegt in der Südhälfte des Départements Meuse an dessen Ostgrenze.

## Geschichte
Der Kanton entstand 1790. Bis 2015 gehörten 20 Gemeinden zum Kanton Saint-Mihiel. Mit der Neuordnung der Kantone in Frankreich stieg die Zahl der Gemeinden 2015 auf 34. Zu den bisherigen 20 Gemeinden kamen noch alle 14 Gemeinden des bisherigen Kantons Vigneulles-lès-Hattonchâtel hinzu.

## Gemeinden
Der Kanton besteht aus 34 Gemeinden mit insgesamt 11.572 Einwohnern (Stand: 1. Januar 2022) auf einer Gesamtfläche von 540,23 km²:
| Gemeinde                     | Einwohner 1. Januar 2022 | Fläche km² | Dichte Einw./km² | Code INSEE | Postleitzahl |
| ---------------------------- | ------------------------ | ---------- | ---------------- | ---------- | ------------ |
| Apremont-la-Forêt            | 425                      | 32,89      | 13               | 55012      | 55300        |
| Beney-en-Woëvre              | 136                      | 17,20      | 8                | 55046      | 55210        |
| Bislée                       | 62                       | 4,96       | 13               | 55054      | 55300        |
| Bouconville-sur-Madt         | 100                      | 6,98       | 14               | 55062      | 55300        |
| Broussey-Raulecourt          | 285                      | 21,02      | 14               | 55085      | 55200        |
| Buxières-sous-les-Côtes      | 266                      | 26,72      | 10               | 55093      | 55300        |
| Chaillon                     | 110                      | 11,54      | 10               | 55096      | 55210        |
| Chauvoncourt                 | 432                      | 10,04      | 43               | 55111      | 55300        |
| Dompierre-aux-Bois           | 37                       | 8,07       | 5                | 55160      | 55300        |
| Han-sur-Meuse                | 269                      | 17,22      | 16               | 55229      | 55300        |
| Heudicourt-sous-les-Côtes    | 169                      | 13,56      | 12               | 55245      | 55210        |
| Jonville-en-Woëvre           | 144                      | 10,81      | 13               | 55256      | 55160        |
| Lachaussée                   | 280                      | 27,19      | 10               | 55267      | 55210        |
| Lacroix-sur-Meuse            | 649                      | 21,15      | 31               | 55268      | 55300        |
| Lahayville                   | 29                       | 3,96       | 7                | 55270      | 55300        |
| Lamorville                   | 276                      | 34,93      | 8                | 55274      | 55300        |
| Les Paroches                 | 415                      | 10,24      | 41               | 55401      | 55300        |
| Loupmont                     | 73                       | 10,33      | 7                | 55303      | 55300        |
| Maizey                       | 159                      | 14,91      | 11               | 55312      | 55300        |
| Montsec                      | 76                       | 5,95       | 13               | 55353      | 55300        |
| Nonsard-Lamarche             | 225                      | 18,18      | 12               | 55386      | 55210        |
| Rambucourt                   | 191                      | 14,86      | 13               | 55412      | 55300        |
| Ranzières                    | 90                       | 14,09      | 6                | 55415      | 55300        |
| Richecourt                   | 56                       | 6,23       | 9                | 55431      | 55300        |
| Rouvrois-sur-Meuse           | 195                      | 6,13       | 32               | 55444      | 55300        |
| Saint-Maurice-sous-les-Côtes | 359                      | 9,30       | 39               | 55462      | 55210        |
| Saint-Mihiel                 | 3.848                    | 33,00      | 117              | 55463      | 55300        |
| Seuzey                       | 85                       | 4,61       | 18               | 55487      | 55300        |
| Troyon                       | 231                      | 13,07      | 18               | 55521      | 55300        |
| Valbois                      | 95                       | 17,09      | 6                | 55530      | 55300        |
| Varnéville                   | 49                       | 6,44       | 8                | 55528      | 55300        |
| Vaux-lès-Palameix            | 59                       | 10,52      | 6                | 55540      | 55300        |
| Vigneulles-lès-Hattonchâtel  | 1.581                    | 62,59      | 25               | 55551      | 55210        |
| Xivray-et-Marvoisin          | 116                      | 14,45      | 8                | 55586      | 55300        |
| Kanton Saint-Mihiel          | 11.572                   | 540,23     | 21               | 5513       | –            |

Bis zur landesweiten Neuordnung der französischen Kantone im März 2015 gehörten zum Kanton Saint-Mihiel die 20 Gemeinden Apremont-la-Forêt, Bislée, Bouconville-sur-Madt, Broussey-Raulecourt, Chauvoncourt, Han-sur-Meuse, Lacroix-sur-Meuse, Lahayville, Loupmont, Maizey, Montsec, Les Paroches, Rambucourt, Ranzières, Richecourt, Rouvrois-sur-Meuse, Saint-Mihiel (Hauptort), Troyon, Varnéville und Xivray-et-Marvoisin. Sein Zuschnitt entsprach einer Fläche von 267,92 km2. Er besaß vor 2015 einen anderen INSEE-Code als heute, nämlich 5517.

## Bevölkerungsentwicklung
| 1962  | 1968  | 1975  | 1982  | 1990  | 1999  | 2006  | 2012  |
| ----- | ----- | ----- | ----- | ----- | ----- | ----- | ----- |
| 9.082 | 8.829 | 9.024 | 8.920 | 8.926 | 8.793 | 8.673 | 8.295 |

## Politik
Im 1. Wahlgang am 22. März 2015 erreichte keines der vier Wahlpaare die absolute Mehrheit. Bei der Stichwahl am 29. März 2015 gewann das Gespann Marianne Prot/Bruno Rota (beide FN) gegen Sylvain Denoyelle/Marie-Christine Tonner (beide UDI) und Sèverine François/Thibaut Villemin (beide PS) mit einem Stimmenanteil von 38,29 % (Wahlbeteiligung:59,17 %).
Seit 1945 hatte der Kanton folgende Abgeordnete im Rat des Départements:
| Vertreter im conseil général des Départements | Vertreter im conseil général des Départements | Vertreter im conseil général des Départements               |
| Amtszeit                                      | Name                                          | Partei                                                      |
| --------------------------------------------- | --------------------------------------------- | ----------------------------------------------------------- |
| 1945–1969                                     | Henry Vuillaume                               | DVD, danach RPF und Union des démocrates pour la République |
| 1969–1986                                     | Jacques Bailleux                              | Union des démocrates pour la République und danach RPR      |
| 1986–2004                                     | Roger Dumez                                   | DVD                                                         |
| 2004–2015                                     | Philippe Martin                               | UMP, danach DVD und UDI                                     |
| 2015–                                         | Marianne Prot Bruno Rota                      | FN                                                          |